# Los Charros de Lumaco
Los Charros de Lumaco es una banda chilena de Cumbia Ranchera formada en 2004 por el guitarrista, compositor y vocalista Marcio Toloza Soto en la comuna de Lumaco. Es conocida en Chile por ser pioneros del estilo llamado "Cumbia Ranchera", además de popularizar canciones como "Simpática y muy bonita", "Cómo dejar de amarte", "La cosas de mi querer", "Traicionera", "Ando de borrachera", "Mi negrita se marchó", "Juntos en la cama", "Entre golpes y besos", "El abuelo", "Charros para rato", "La mesa del rincón" entre otras.

## Historia
Marcio Toloza viajó en 1986 a los 21 años a trabajar en Argentina en el rubro frutal; durante ese tiempo Toloza aprendió a tocar la guitarra gracias al profesor Hugo Mariángel que le enseñó la técnica para tocar, con este instrumento animaba a sus compañeros de trabajo, en los años '90 conoció al grupo argentino "Los Charros", que serían su inspiración para más tarde formar su conjunto.
Posteriormente regresó el año 2004 a su pueblo natal, Lumaco, con diversas adaptaciones de variados temas y se juntó con el tecladista Luis Fuentes con el que se dieron a conocer en torneos rurales de futbolito de la zona. Luego grabarían con Fuentes de manera artesanal en una radio tres discos bajo el nombre "Los Charros Alegres" , el primero de título desconocido, y los dos restantes titulados "Entre golpes y besos" y "Las cosas de mi querer".  Estas producciones artesanales causaron furor inmediatamente en el sur de Chile y varias regiones del país por lo cual empezaron a tener presentaciones en varias localidades de Chile.
Pasado algún tiempo "Los Charros Alegres" se dividen y Toloza forma el año 2005 su banda a la que nombra "Los Charros de Lumaco", la bautiza así inspirado en el grupo "Los Charros " de Daniel Cardozo y porque eran de la localidad de Lumaco, dónde graban su primera producción profesional en el sello "Star Round" titulado: "Simpática y Muy Bonita" con la cual se hacen populares a nivel nacional; por otra parte, Fuentes forma a fines del 2006 una banda llamada "La Nueva Imagen de Los Charros de Pastene".
Más adelante en el año 2007, debido al éxito de "Los Charros de Lumaco",  la mencionada agrupación de Fuentes pasaría a llamarse "Los Charros de la comuna de Lumaco". A raíz de esto, se produjo una confusión para el público debido a que ambos grupos tocaban el mismo repertorio musical con un estilo parecido, lo que derivó en un juicio en el tribunal de propiedad intelectual (INAPI) que resultó en la adjudicación de la marca por parte de Toloza en el año 2011, y por consecuencia el grupo de Luis Fuentes pasó a llamarse "Los Charros de Luchito y Rafael" para el año 2012, debido a que ley de propiedad intelectual en Chile prohíbe el uso de distintivos similares para competidores desleales.
Debido al éxito del conjunto de Toloza, surgieron grupos imitadores que se hacían pasar por esta, por ello, el 19 de junio de 2009, el Instituto Nacional de Propiedad Industrial de Chile le concedió a Marcio Toloza Soto el exclusivo uso de la marca "Los Charros de Lumaco", como un respaldo para anular a cualquier agrupación(es) imitadora(s) que usen signos distintivos similares.
Durante un periodo de tiempo se acreditaron como "Marcio y Los Charros de Lumaco", para destacar al guitarrista fundador de la banda y diferenciarse de agrupaciones que imitaban a esta.

## Discografía
Como "Los Charros Alegres"
- "Entre Golpes y Besos" (2004), Producción independiente.
- "Las Cosas de mi Querer" (2004), Producción independiente.

Como "Los Charros de Lumaco"
- "Simpática y Muy Bonita" (2005), Sello Star Round.
- "Los Auténticos" (2006), Sello "RM Producciones".
- "Por Darte Todo" (2007), CD y DVD,  Sello "El Rancho Musical"
- "Lo Mejor del Insuperable" (2007), Sello "O eme Producciones"
- "En Vivo" (2007), CD y DVD, Sello "Guyani Producciones".
- Los Charros de Limaco (2009), Sello "Garra Récords" (Argentina) / "Feria Music" (Chile).
- Creador de un Nuevo Estilo (2012), Sello "RM Producciones".
- La Nueva Fiesta de Los Charros (2013), Sello "Master Media"
- De Fiesta con Los Charros (2014), Sello "Master Media".
- "Lo Mejor... En Vivo" (2016), Sello "Master Media".
- "Los Insuperables" (2022)

Referencia a la discografía:

## Miembros
Integrantes actuales
- Marcio Toloza Soto, voz y guitarra (desde 2004)
- Harold Molina, timbales (2025)
- Esteban Colimil, Teclados (2024)
- Alejandro Huaiquiñir,guitarra (2024)
- Sergio Jairo Quinteros, Animación (2024)

Integrantes anteriores
- Luis Fuentes, teclado (2004)
- Cristián "Titín" Mora, animación (2004)
- Luis Medina González, teclado   (desde 2015-2019), (anteriormente 2005 [teclado y tumbas],  2009 - 2013)
- Marco Camilo Ferrada, timbales (2016-2023) (anteriormente 2005 - 2012)
- Ricardo Valenzuela, bajo (2006)
- Pablo Stuardo Ramírez, teclado(2006 - 2011)
- Benjamín Mauricio Contardo, timbales y animación (2009 - 2012)
- Joselo Salazar, batería electrónica (2009 - 2012)
- Pedro "Pililo" Saldivia, teclado (2013 - 2015)
- Felipe Provoste, teclados (febrero de 2015 - diciembre de 2015)
- Miguel Carrillo, timbales (2013 - 2015)
- Felipe "Pipino" Navarro, animación y guitarra temporal de reemplazo (2014)
- Jonathan "Jona" Muñoz, animación y segunda voz (2010 - 2016)
- Álvaro Oporto, acordeón (desde 2011)
- Miguel Jiménez (2016)
- Yesenia Venegas , bailarina  (2017)
- María José Salazar , bailarina (2017)
- Sergio Quinteros Inostroza (2015-2019)
- Pedro "Pililo" Saldivia, teclados (2016, 2021)
- Diego Sáez , animación  y segunda voz (2016-2023)
- Deivy Alexander, animación y segunda voz (2018-2024)

Staff y asistencia técnica
- Juan Cádiz

Sonidista
- Cristian Mackay Quezada

## Estilo musical
La banda se caracteriza por el uso del teclado Casio CTK-811EX, que es la columna vertebral de este estilo junto con la guitarra, luego de la popularización del sonido de Los Charros de Lumaco, surgió una diversidad de músicos que usan este instrumento como recurso.

## Reconocimientos y méritos
Cuentan con más de 3 discos de oro y 5 de platino, entre ellos destacan:
- Disco de Oro por "Simpática y Muy Bonita" (2005)
- Disco de doble Platino por más de 26 000 copias vendidas de su disco "La Nueva Fiesta de Los Charros" (2013)[30][31]
- Disco de Platino por su disco "De Fiesta con Los Charros" (2014) con más de 12.000 copias vendidas.[32]

Además fueron partícipes en el XXXVIII Festival del Huaso de Olmué, la gira "Pedro Fernández y sus amigos" , recibieron el año 2010 en la fiesta de la Torre Entel siendo transmitido por Canal 13 (Chile), cierre de la Teletón 2007, Pampilla de Coquimbo, concierto el 2008 en el Coliseo Monumental La Tortuga con lleno total, etc.
Marcio Toloza fue premiado el 10 de noviembre de 2015 por Alejandro Fuentes Inostroza, alcalde de Lumaco, por posicionar a la comuna a nivel nacional en el ámbito de la música.